# Belfort
|  | Per a altres significats, vegeu «Belfort (desambiguació)». |

Belfort és un municipi francès, capital del departament del Territori de Belfort i a la regió de Borgonya - Franc Comtat. L'any 1999 tenia 52.521 habitants.
Situat vora el riu Savoureuse, és un nucli industrial i un nus de comunicacions.
El nucli primitiu fou fundat pels romans dalt d'un turó, al mateix lloc on fou construït a l'edat mitjana un castell de la casa dels Bar, que el 1648 passaria a França. Belfort és cèlebre pels tres setges que hagué de suportar el 1814, el 1815 i finalment el 1870, durant la guerra francoprussiana. Acabada la guerra i pel tractat de Frankfurt, Belfort i els seus voltants va ser l'única part d'Alsàcia que restà francesa.

## Monuments i llocs d'interès
- El Lleó de Belfort, escultura monumental de Frédéric Auguste Bartholdi
- Ciutadella, obra de Vauban
- Església neogòtica de Sant Josep

## Persones il·lustres
- Léon Deubel (1879-1913), poeta
- Jean-Joël Barbier (1920-1994), poeta i pianista
- Bruno Camozzi (1971), pilot de trial